# Urechis chilensis
Urechis chilensis is een lepelworm uit de familie Urechidae.
De wetenschappelijke naam van de soort werd in 1852 gepubliceerd door M. Müller.